# بخش هریسون (شهرستان پری، اوهایو)
بخش هریسون (به انگلیسی: Harrison Township) یک منطقهٔ مسکونی در ایالات متحده آمریکا است که در شهرستان پری، اوهایو واقع شده‌است.
 بخش هریسون ۶۰٫۳ کیلومتر مربع مساحت و ۵٬۳۹۹ نفر جمعیت دارد و ۲۳۷ متر بالاتر از سطح دریا واقع شده‌است.